# 斯特文·比爾鮑姆
斯特文·比爾鮑姆（英語：Steve Birnbaum；1991年1月23日—）是一位美國足球運動員。在場上的位置是後衛。他現在效力於美國足球大聯盟球隊華盛頓特區聯。他是一位猶太人，出生在加利福尼亞州紐波特。